# کلاهو (گافروپارمون)
کلاهو روستایی در دهستان پارمون بخش گافروپارمون شهرستان بشاگرد استان هرمزگان ایران است.

## جمعیت
بر پایه سرشماری عمومی نفوس و مسکن در سال ۱۳۹۵ آماری از جمعیت این مکان گزارش نشده‌است.